# Sheboygan, Wisconsin
Sheboygan je mesto na vzhodu ameriške zvezne države Wisconsin, ki stoji ob izlivu reke Sheboygan v Michigansko jezero, 80 km severno od Milwaukeeja. Je središče istoimenskega okrožja v upravni delitvi Wisconsina in ima približno 50.000 prebivalcev (po popisu leta 2010), v širšem mestnem območju pa živi okrog 115.000 ljudi.
Najpomembnejša gospodarska panoga je lahka industrija (pohištvo, plastika, avtodeli ipd.), na kulturo pa so vplivali predvsem nemški priseljenci, zato je širše znano po klobasah in siru. Višješolski študij ponujata protestantska Univerza Lakeland in en od kampusov Univerze Wisconsina–Green Bay (slednji samo prvostopenjski študij).

## Zgodovina
Pred pred prihodom Evropejcev so na tem območju živela različna plemena staroselcev, v prvi polovici 19. stoletja pa so se zanj zaradi rodovitnosti začeli zanimati novi naseljenci. Predstavniki plemena Menominee so leta 1836 s Pogodbo ceder prodali svoja ozemlja Združenim državam, ki so jih nato ponudile v nakup kolonistom.
Na kraju, kjer sedaj stoji Sheboygan, je že leta 1818 William Farnsworth postavil postojanko za trgovanje s krznom, leta 1835 pa je tu nastala gozdarska vas. Kmalu so se začeli množičneje priseljevati migranti iz New Yorka, Michigana in Nove Anglije. Zanje so na območju, kjer je bilo leta 1846 ustanovljeno mesto, investitorji zakoličili več kot tisoč parcel. Val priseljevanja Nemcev v Sheboygan in druge dele Wisconsina so sprožile revolucije leta 1848, zlasti iz severne Nemčije.
V začetku 20. stoletja je bil Sheboygan tudi dom dokaj številčne slovenske izseljenske skupnosti. Eno od pomembnih zbirališč je bila zgradba na Indiana Avenue, kjer sta Anton in Johanna Suša (Suscha) leta 1907 odprla gostišče, trgovino in penzion. Duhovnik Jakob Černe je v kraju leta 1910 ustanovil slovensko župnijo in organiziral gradnjo cerkve sv. Cirila in Metoda, župnišča ter šole, v bližini pa je dobil prostor tudi za pristavo, kjer je postavil slovensko pokopališče in prostor za srečanja.

## Mednarodne povezave
Sheboygan ima uradne povezave (pobratena/sestrska mesta oz. mesta-dvojčki) z naslednjimi kraji po svetu:
- Esslingen am Neckar, Baden-Württemberg, Nemčija
- Cubame, Nigata, Japonska

Z Esslingenom ima redne študentske izmenjave, v preteklosti pa jih je imel tudi s Cubamejem.